# Rallygänget – De snabba & de tuffa
Rallygänget – De snabba & de tuffa (orginialtitel: Rally Road Racers) är en brittisk animerad familjefilm från 2023. Den är regisserad av Ross Venokur som även skrivit filmens manus.
Filmen hade premiär i USA den 12 maj 2023. Den hade biopremiär i Sverige den 23 februari 2024, utgiven av Lucky Dogs.

## Handling
Filmen kretsar kring en ung och lovande racerförare som plötsligt får chansen att tävla emot en rallylegend.

## Rollista (i urval)

### Engelska originalröster
- Jimmy O. Yang – Zhi
- J. K. Simmons – Gnash
- Chloe Bennet – Shelby
- Lisa Lu – Granny Bai
- Sharon Horgan – Abby Jacks
- Catherine Tate – Juni
- John Cleese – Archie Vainglorious